# Космогенні нукліди
Космогенні нукліди — рідкісні нукліди, які утворюються, коли космічні промені високих енергій вступають в ядерні реакції з атомними ядрами інших елементів. Космогенні нукліди утворюються на Землі в гірських породах, ґрунті, атмосфері, а також на інших космічних тілах - планетах, метеороїдах, космічному пилу. Вимірюючи вміст космогенних нуклідів, можна отримати уявлення про низку геологічних і астрономічних процесів. Існують як радіоактивні, так і стабільні космогенні нукліди. Ті ядра, які, на відміну від космогенних нуклідів походять ще з часів до утворення Землі, називають первинними нуклідами.

## Термінологія

Періодична система елементів, в якій кольором показано переважне походження кожного елемента. X-процес показаний червоним.

Зрештою, всі нукліди у Всесвіті мають космічне походження й утворились або одразу після Великого вибуху (первинний нуклеосинтез), або у зорях (зоряний нуклеосинтез), або під дією космічних променів (X-процес). Однак космогенними називають лише ті земні нукліди, які виникли під впливом космічних факторів виключно після утворення Землі. Якщо нуклід частково був створений космічними променями після утворення Землі, але частково зберігся з матеріалу первинної протопланетної туманності, то він вважається первинним. Таким чином, слова "первинний" і "космогенний" по відношенню до нукліда є антонімами, і космогенними виявляються лише ті нукліди, які утворюються під дією космічних променів і мають занадто короткий час життя, щоб зберегтись від моменту утворення Землі.
Наприклад, деякі легкі ядра (ізотопи літію, берилію та бору) утворилися не лише під час Великого вибуху чи зоряного нуклеосинтезу, а здебільшого результаті сколювання космічними променями атомних ядер міжзоряного газу і пилу, з яких пізніше утворилася Сонячна система. Однак, оскільки ці реакції сколювання проходили до формування Землі, ці нукліди вважаються первинними, а не космогенними.
Навпаки, хоча радіоактивні ізотопи берилій-7 і берилій-10 належать до цієї серії з трьох легких елементів (літію, берилію, бору), утворених переважно сколюванням космічними променями, обидва ці нукліди мають надто короткий період напіврозпаду (53 дні і 1,4 мільйона років відповідно), щоб зберегтись протягом 4,57 мільярда років, які пройшли від утворення Сонячної системи. Оскільки нещодавнє сколювання космічними променями є єдиним можливим джерелом природної появи берилію-7 та берилію-10 у навколишньому середовищі, вони є космогенними.

## Механізми утворення
Космогенні нукліди можуть утворюватись під дією космічних променів у ході кількох різних ядерних реакцій.
- сколювання космічними променями (або X-процес) є найпоширенішою реакцією в приповерхневому шарі Землі (зазвичай від 0 до 60 см під поверхнею) і може створювати вторинні частинки, які можуть викликати додаткові реакції при взаємодії з іншими ядрами, що називається каскадом зіткнень.
- захоплення мюонів, які мають вищу проникну здатність і проходять на глибини кількох метрів під поверхнею[3].
- захоплення нейтронів відбувається на глибинах, які можуть сильно залежати від наявності снігу і вологості ґрунту, оскільки нейтрони добре поглинаються водою.

Інтенсивність утворення космогенних ізотопів у даному місці залежить від багатьох факторів. Висота місцевості над рівнем моря впливає на екранування космічних променів атмосферою Землі. Товщина атмосфери також залежить від широти. Навіть зміна нахилу землі може вплинути на те, як космічні промені зможуть проникати під поверхню. Напруженість магнітного поля Землі, яка змінюється з часом, впливає на потік космічних променів, хоча деякі моделі не враховують цей фактор, усереднюючи варіації напруженості магнітного поля за тривалий геологічний час

## Список космогенних нуклідів
Нижче наведено список радіоізотопів, що утворюються під дією космічних променів. Список також містить механізм утворення ізотопа. Більшість космогенних нуклідів утворюється в атмосфері, але деякі утворюються на поверхні Землі під впливом космічних променів.
| Ізотоп | Спосіб утворення                 | Напіврозпад  |
| ------ | -------------------------------- | ------------ |
| 3H     | 14N(n,12C)3H                     | 12.3 р       |
| 7Be    | Сколювання (N і O)               | 53,2 д       |
| 10Be   | Сколювання (N і O)               | 1 387 000 р  |
| 11С    | Сколювання (N і O)               | 20,3 хв      |
| 14С    | 14N(n,p)14C                      | 5730 р       |
| 18F    | 18O(p,n)18F і сколювання (Ar)    | 110 хв       |
| 22Na   | Сколювання (Ar)                  | 2,6 р        |
| 24Na   | Сколювання (Ar)                  | 15 год       |
| 28Mg   | Сколювання (Ar)                  | 20.9 год     |
| 26Al   | Сколювання (Ar)                  | 717 000 р    |
| 31Si   | Сколювання (Ar)                  | 157 хв       |
| 32Si   | Сколювання (Ar)                  | 153 р        |
| 32P    | Сколювання (Ar)                  | 14,3 д       |
| 33P    | Сколювання (Ar)                  | 25,3 д       |
| 34mCl  | Сколювання (Ar)                  | 34 хв        |
| 35S    | Сколювання (Ar)                  | 87,5 д       |
| 36Cl   | 35Cl(n,γ)36Cl                    | 301 000 р    |
| 37Ar   | 37Cl(p,n)37Ar                    | 35 д         |
| 38Cl   | Сколювання (Ar)                  | 37 хв        |
| 39Ar   | 40Ar(n,2n)39Ar                   | 269 р        |
| 39Cl   | 40Ar(n,np)39Cl і сколювання (Ar) | 56 хв        |
| 41Ar   | 40Ar(n,γ)41 Ar                   | 110 хв       |
| 41Ca   | 40Ca(n,γ)41Ca                    | 102 000 р    |
| 81Kr   | 80Kr(n,γ)81Kr                    | 229 000 р    |
| 129I   | Сколювання (Xe)                  | 15 700 000 р |

## Застосування окремих ізотопів в геології
Існує широкий спектр корисних космогенних нуклідів, які вимірюють в ґрунті, каменях, підземних водах та атмосфері, щоб визначити важливу геологічну інформацію.
| Елемент  | Маса | Період напіврозпаду (роки) | Типове застосування                                    |
| -------- | ---- | -------------------------- | ------------------------------------------------------ |
| берилій  | 10   | 1 387 000                  | час експозиції гірських порід, ґрунтів, кернів льоду   |
| алюміній | 26   | 720 000                    | час експозиції гірських порід і відкладень             |
| хлор     | 36   | 308 000                    | час експозиції гірських порід, індикатор підземних вод |
| кальцій  | 41   | 103 000                    | час експозиції карбонатних порід                       |
| йод      | 129  | 15 700 000                 | індикатор підземних вод                                |
| вуглець  | 14   | 5730                       | радіовуглецеве датування                               |
| сірка    | 35   | 0,24                       | час наявності води                                     |
| натрію   | 22   | 2.6                        | час наявності води                                     |
| тритій   | 3    | 12.32                      | час наявності води                                     |
| аргон    | 39   | 269                        | індикатор підземних вод                                |
| криптон  | 81   | 229 000                    | індикатор підземних вод                                |